# Goedereede

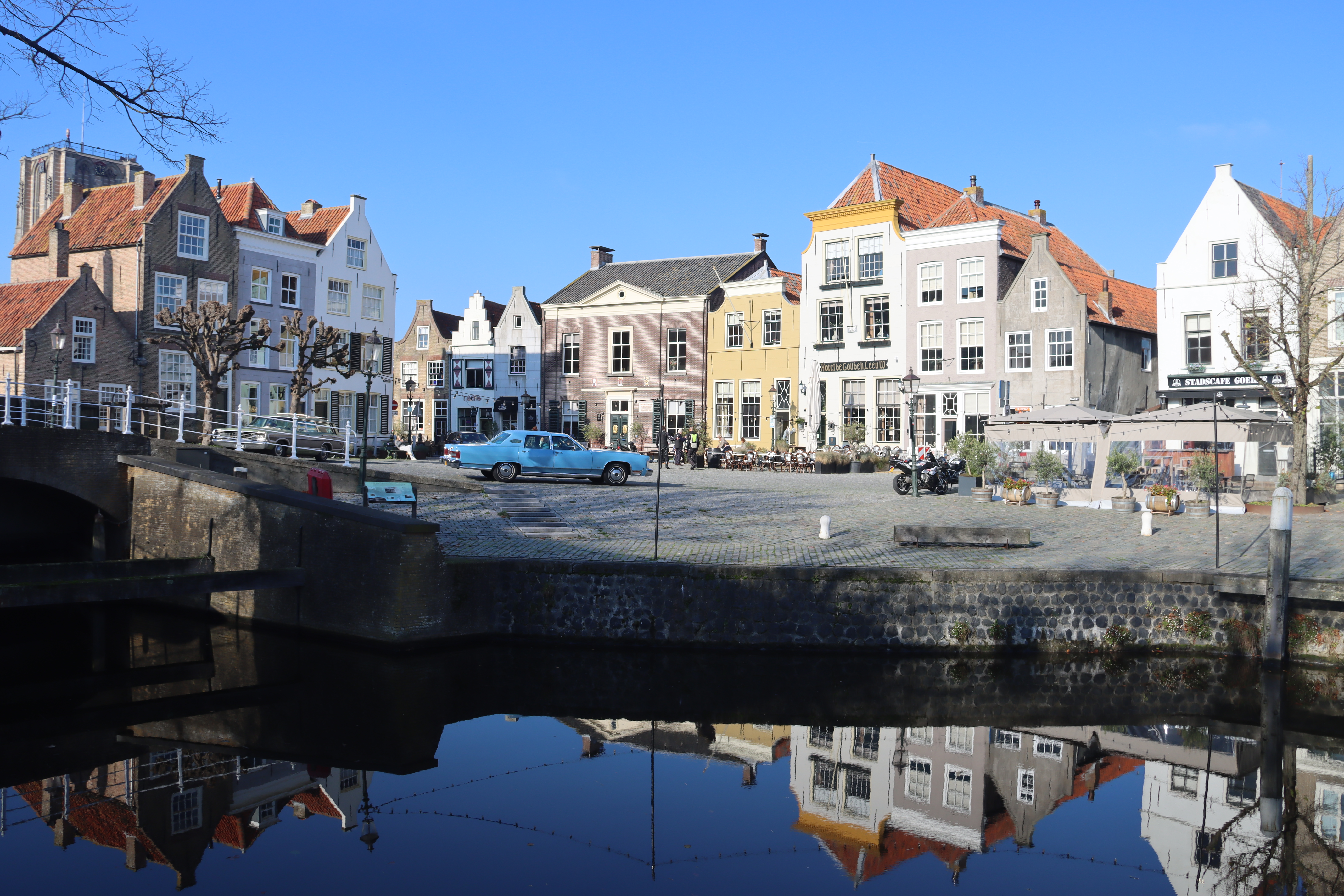
De haven van Goedereede is in 1958 afgesloten van de Noordzee

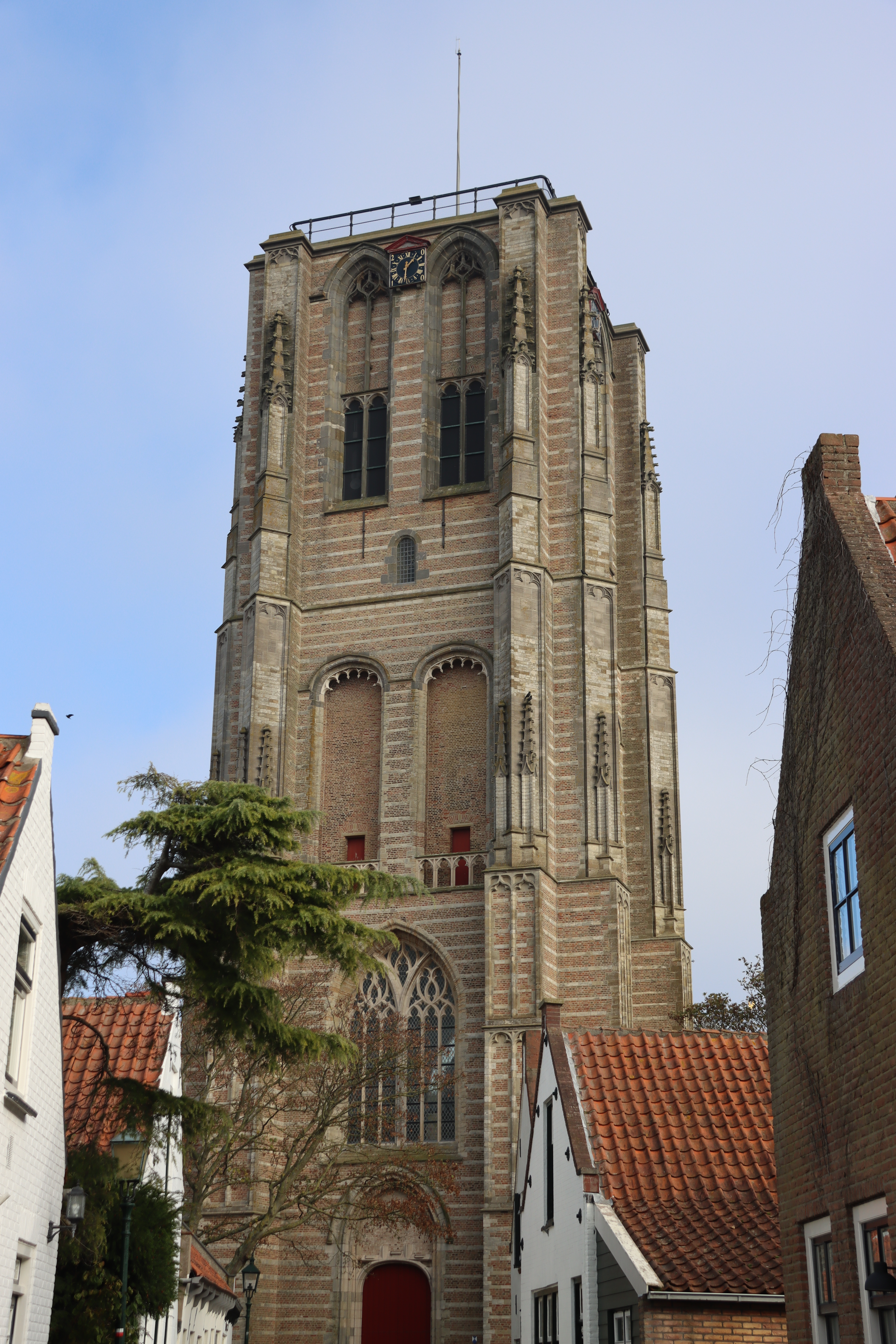
Toren van Goedereede

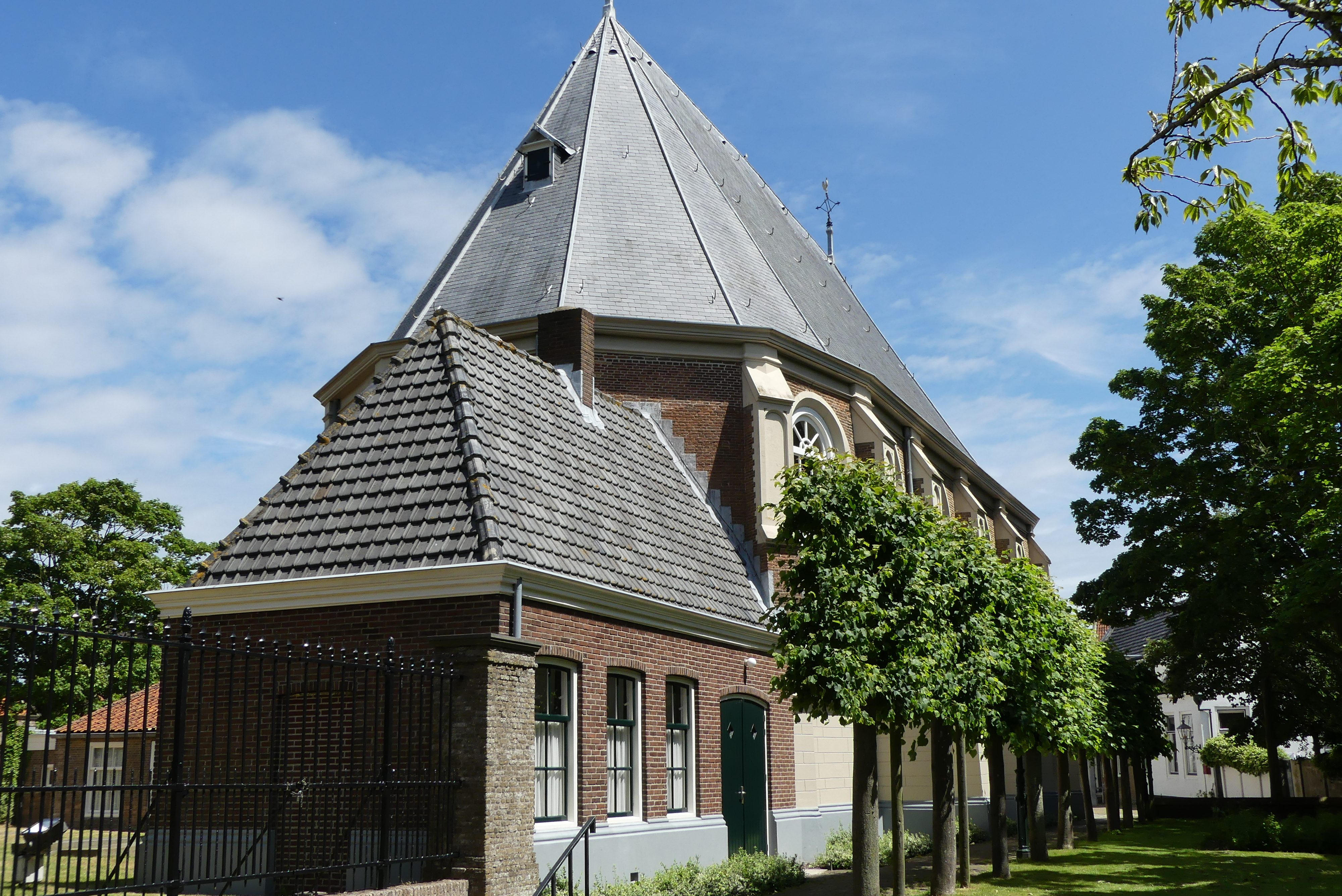
De Hervormde Kerk

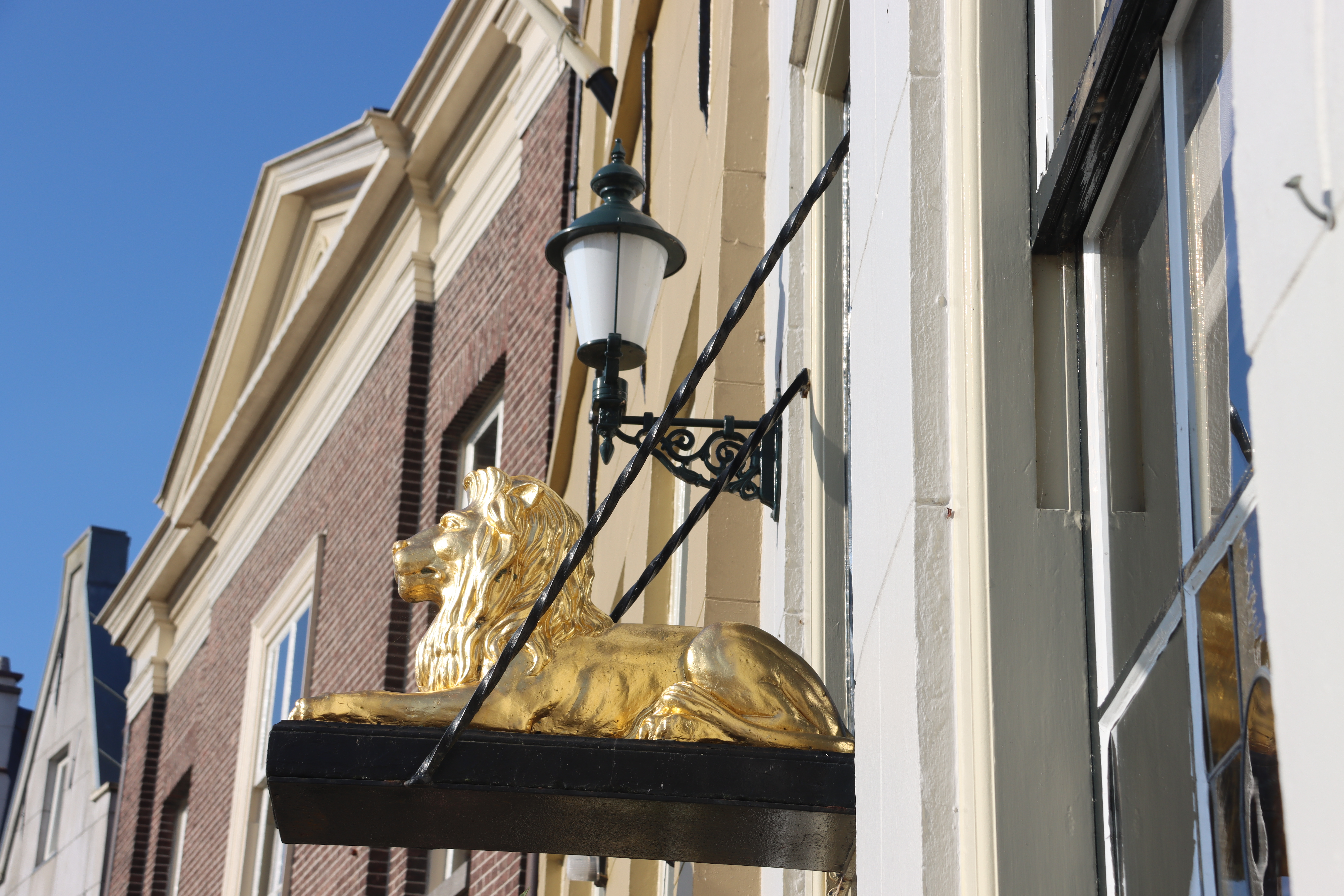
De Gouden Leeuw

Goedereede (uitspraakⓘ, Goerees: Goeree) is een stadje en voormalige gemeente in de Nederlandse provincie Zuid-Holland. Het stadje telt circa 2.250 inwoners en is gelegen op de kop van het eiland Goeree-Overflakkee, het voormalige eiland Goeree (oude benaming: Westvoorn). Tot 31 december 2012 vormde Goedereede met de dorpen Ouddorp en Stellendam een zelfstandige gemeente. Sindsdien maakt het gebied deel uit van de gemeente Goeree-Overflakkee.

## Geschiedenis en ontwikkeling

### Romeinse tijd
De geschiedenis van Goedereede gaat terug tot de Romeinse tijd toen er ten noordwesten van het huidige stadje al sprake was van een belangrijke havennederzetting. Archeologen vonden in de jaren vijftig en tachtig van de twintigste eeuw in de polder De Oude Oostdijk veel Romeins materiaal in de bodem. Onderzoek naar dit materiaal heeft uitgewezen dat Goedereede in de Romeinse tijd een doorvoerhaven was van producten uit het gehele westelijke deel van het Romeinse Rijk. De haven stond in verbinding met de castella langs de Rijn en diende vermoedelijk ter ondersteuning van het Romeinse leger. De Romeinseweg herinnert aan het Romeinse verleden van Goedereede.
Ten noordwesten van de vindplaats heeft mogelijk een kustverdedigingsfort gelegen. Dit fort kwam in de zeventiende eeuw bij een storm bloot te liggen, maar is vervolgens in de golven verdwenen. In de volksmond wordt deze plek 'De Ouwe Waerelt' genoemd.

### Middeleeuwen
Toen vanaf de derde eeuw de zeespiegel begon te stijgen was de plaats gedurende enkele eeuwen onbewoond. Enkele kilometers oostelijk van de oude Romeinse strandwal ontstond het eiland Westvoorn. Op dat eiland werd in de middeleeuwen het huidige Goedereede gesticht. De stad was met name in de veertiende en vijftiende eeuw een belangrijke handelsplaats met stadswallen.
In de middeleeuwen nam door de gunstige ligging van het eiland en de uitbreidende scheepvaart de bedrijvigheid op en rond het eiland toe. Steeds meer vissers, boeren en kooplieden vestigden zich op Westvoorn. Deze nederzetting kreeg de naam van Goede Reede (veilige haven) of Goer-ee (ruw, woest eiland). De naam Goedereede betekent "veilige ankerplaats".
De nederzetting kreeg in 1312 stadsrechten en privileges van de heer Gerard van Voorne. Een belangrijk recht werd verkregen in 1331, namelijk het recht van vrije weekmarkt. Dit hield in dat de handel in een bepaalde streek naar een bepaald centrum werd getrokken. Het handelsverkeer kwam op gang en rond het jaar 1477 was er in de haven van Goedereede sprake van een bloeiende economie.
Ondertussen teisterden water, storm en wind het eiland onder meer in de jaren 1421, 1530, 1570 (Allerheiligenvloed), 1618 en 1682. In 1418 werd de stad geteisterd door krijgsvolk van Jan van Beieren en door brandstichting en plundering ernstig geschonden. In 1428 moest men zich weren tegen de Zevenbergers en in 1490 sloeg de stad in het kader van Jonker Fransenoorlog een aanval af van de Hoeken onder Frans van Brederode. In 1482 werd Goedereede getroffen door een stadsbrand, doordat een vrouw in de Catharinastraat hete as had uitgegoten. De stad werd na elke ramp steeds herbouwd. 
Rond 1545 telde Goedereede 160 huizen binnen de stadsgrachten. Aan het eind van de 16e eeuw, kort na de invoering van de protestantse Reformatie, vonden in Goedereede en Ouddorp enkele geruchtmakende heksenprocessen plaats, waarbij vrouwen en mannen ter dood werden gebracht.

### Paus Adrianus VI
De Utrechter priester Adriaen Florisz. Boeyens (2 maart 1459 – 14 september 1523) was de enige Nederlandse Paus, Adrianus VI. Omdat Utrecht en de Nederlanden destijds nog onderdeel waren van het Heilige Roomse Rijk beschouwen Duitsers hem ook als Duitse paus. Priester en theoloog Boeyens was tussen 1492 en 1507 pastoor van Goedereede, maar benoemde een andere priester als zijn waarnemer. Boeyens heeft ook enige tijd in Goedereede gewoond; tijdens zijn ambtsperiode en daarna keerde hij tot 1522 regelmatig terug naar Goedereede om er in de parochiekerk de hoogmis op te dragen en de biecht af te nemen. In zijn voormalige woonhuis bevindt zich thans het hotel-restaurant De Gouden Leeuw, dat nog altijd een Pausenkamer heeft, die gehuurd kan worden voor speciale gelegenheden. Na de invoering van de Reformatie eind 16e eeuw nam de publieke herinnering aan de oud-pastoor sterk af. In het gemeentearchief van Goedereede is nog een brief bewaard gebleven die de toenmalige bisschop Adriaen naar Goedereede stuurde.

### Moderne tijd
De historische economische grootheid en het aanzien van Goedereede gingen verloren door de vele aanslibbingen. De haven moest steeds worden verlegd, de kooplui trokken er weg, en de handel en visserij verliepen evenzeer steeds moeizamer. Goedereede werd na het bedijken van de omliggende polders een landbouwdorp. Het stadje raakte steeds meer in verval. De stadsmuren werden niet meer onderhouden en ten slotte gesloopt. De laatste poort van Goedereede, de Molenpoort is aan het begin van de twintigste eeuw gesloopt. De resten van enkele poorten en de stadsmuur zijn op sommige plaatsen in het stadje nog altijd zichtbaar.
Door Rijkswaterstaat is na de Watersnood van 1953 besloten om ter beveiliging van Goedereede de haven af te dammen. In 1958 is even ten zuiden van Goedereede-Havenhoofd een dam met een duiker aangebracht. Scheepvaart naar Goedereede was daarmee niet meer mogelijk en alle vissers werden nu gedwongen op het Havenhoofd te blijven liggen.
In het jaar 2017 heeft de gemeente Goeree-Overflakkee voor het grondgebied van de voormalige gemeente Goedereede een QualityCoast Platinum Award ontvangen voor haar inspanningen om een duurzame toeristische bestemming te worden. Deze hoogst haalbare award binnen het keurmerk is wereldwijd maar vier keer behaald.
Sinds 2014 worden ook de jaarlijkse Portdagen gehouden in Goedereede. Deze festiviteiten zijn in het leven geroepen om te vieren dat de Goereese vissersvloot in 1918 434 vaten Portugese Port had opgevist. De Portdagen vinden altijd plaats in het 3e weekend van juni. Tijdens deze feestdagen is er vaak veel muziek (onder andere de lokale Koninklijke Fanfare Apollo) en zijn er activiteiten voor jong en oud. De dagen worden traditiegetrouw afgesloten met het druk bezochte 'portkoor', een muziekevenement waarbij veel bekende oude en nieuwe nummers onder luidkeels gezang ten gehore gebracht worden.

## Bezienswaardigheden
- Toren van Goedereede
- Hervormde kerk
- Molen Windvang
- Haven van Goedereede
- Hotel De Gouden Leeuw (met Pausenkamer) uit 1480.
- Raadhuis van Goedereede
- Achterstraat (een van de weinig overgebleven 'schurenstraten' van Nederland)
- De Barakken, een barak uit de Franse tijd (later omgebouwd tot boerenschuur)

Zie verder de lijst met rijksmonumenten in Goedereede.
Een deel van Goedereede is een beschermd dorpsgezicht.

## Politiek
| Zetelverdeling           | Zetelverdeling | Zetelverdeling | Zetelverdeling | Zetelverdeling | Zetelverdeling | Zetelverdeling |
| Partij                   | 1990           | 1994           | 1998           | 2002           | 2006           | 2010           |
| ------------------------ | -------------- | -------------- | -------------- | -------------- | -------------- | -------------- |
| SGP                      | 5              | 5              | 5              | 5              | 5              | 5              |
| Verenigd Gemeente Belang | 1              | 1              | 2              | 2              | 1              | 3              |
| CDA                      | 4              | 4              | 3              | 2              | 3              | 2              |
| PvdA                     | 3              | 2              | 2              | 2              | 2              | 2              |
| VVD                      | 1              | 2              | 2              | 2              | 2              | 2              |
| ChristenUnie             | -              | -              | -              | 2              | 2              | 1              |
| RPF                      | 1              | 1              | 1              | -              | -              | -              |
| Totaal                   | 15             | 15             | 15             | 15             | 15             | 15             |

## Foto's

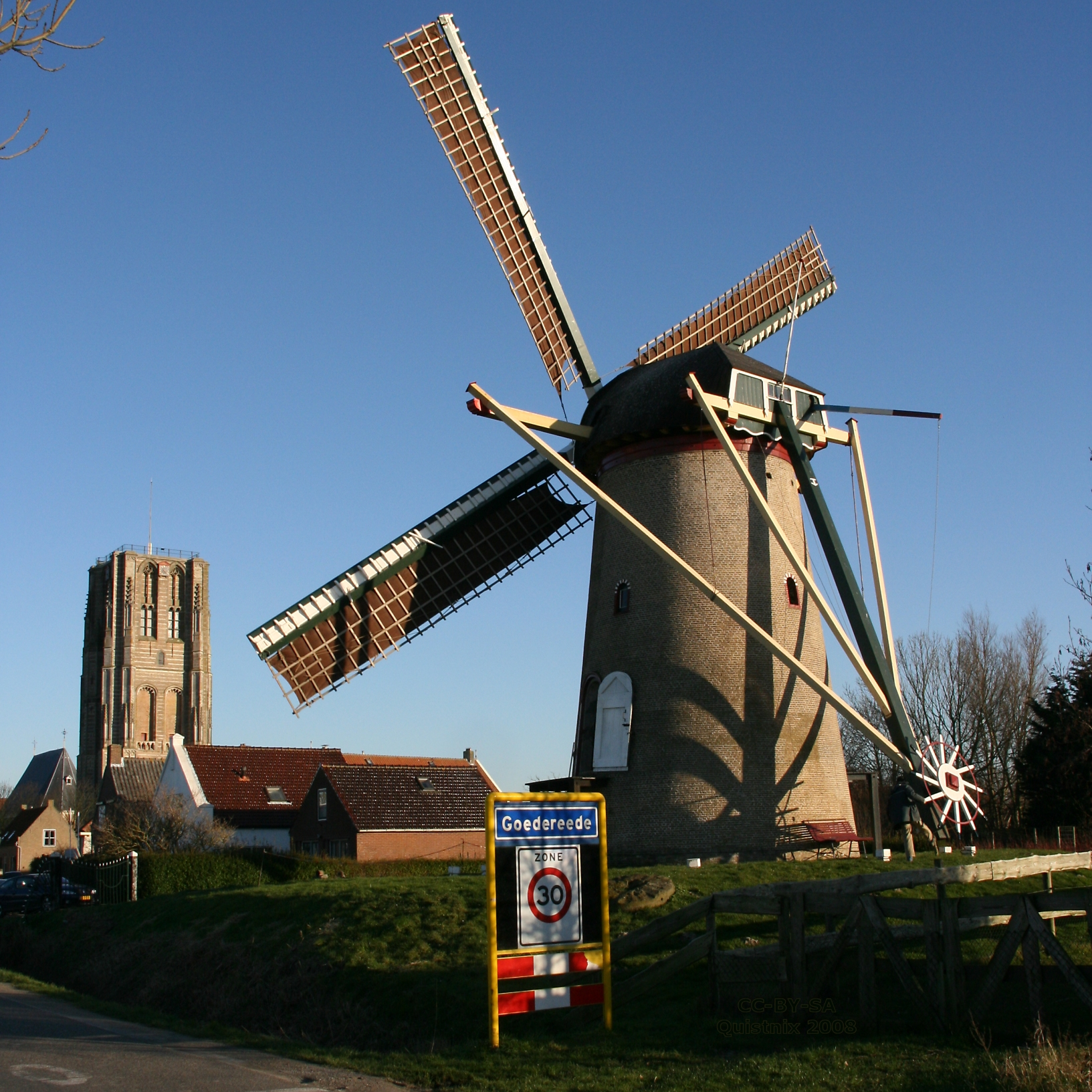
Molen Windvang in 2008.
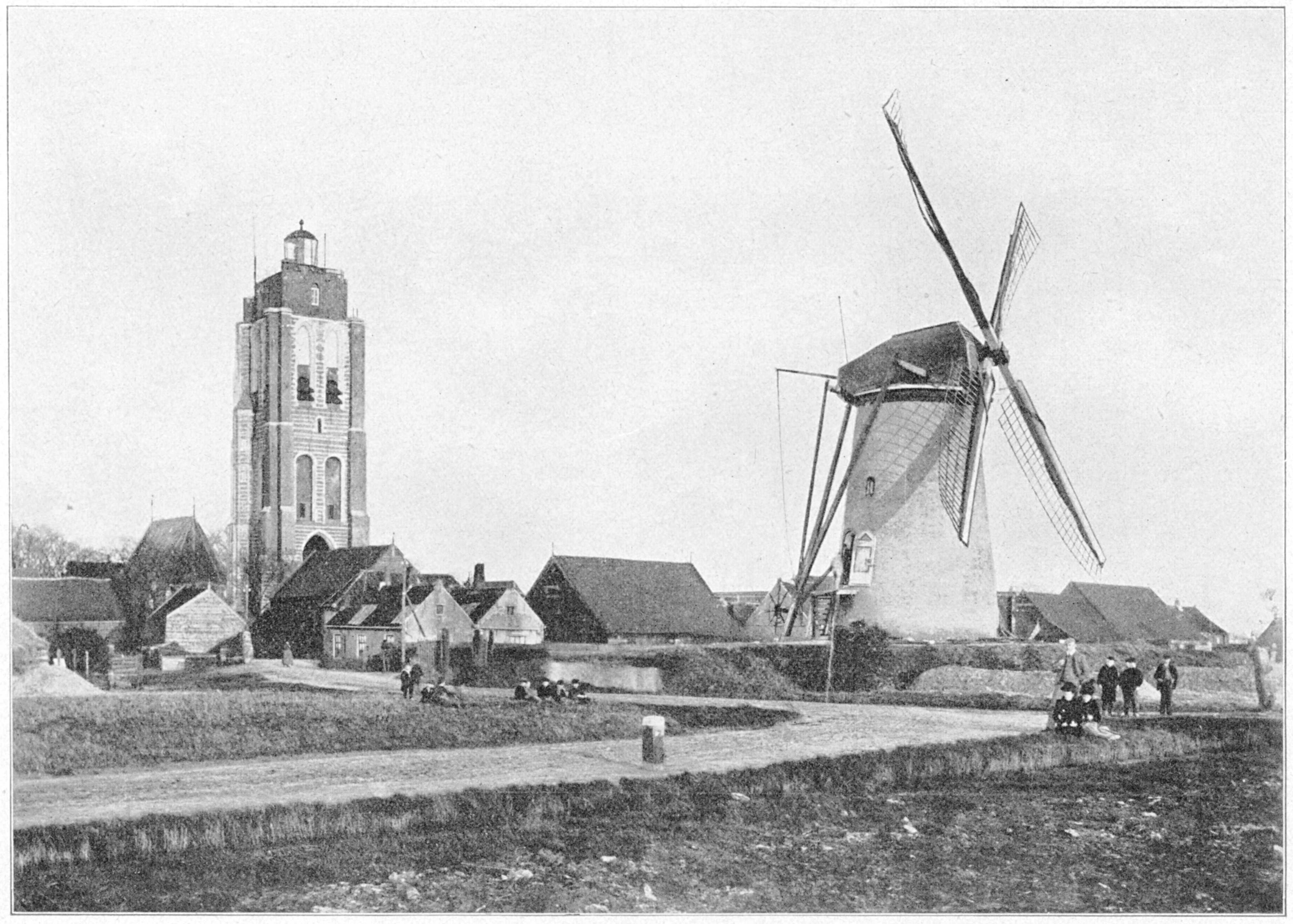
De toren en de molen in 1910.
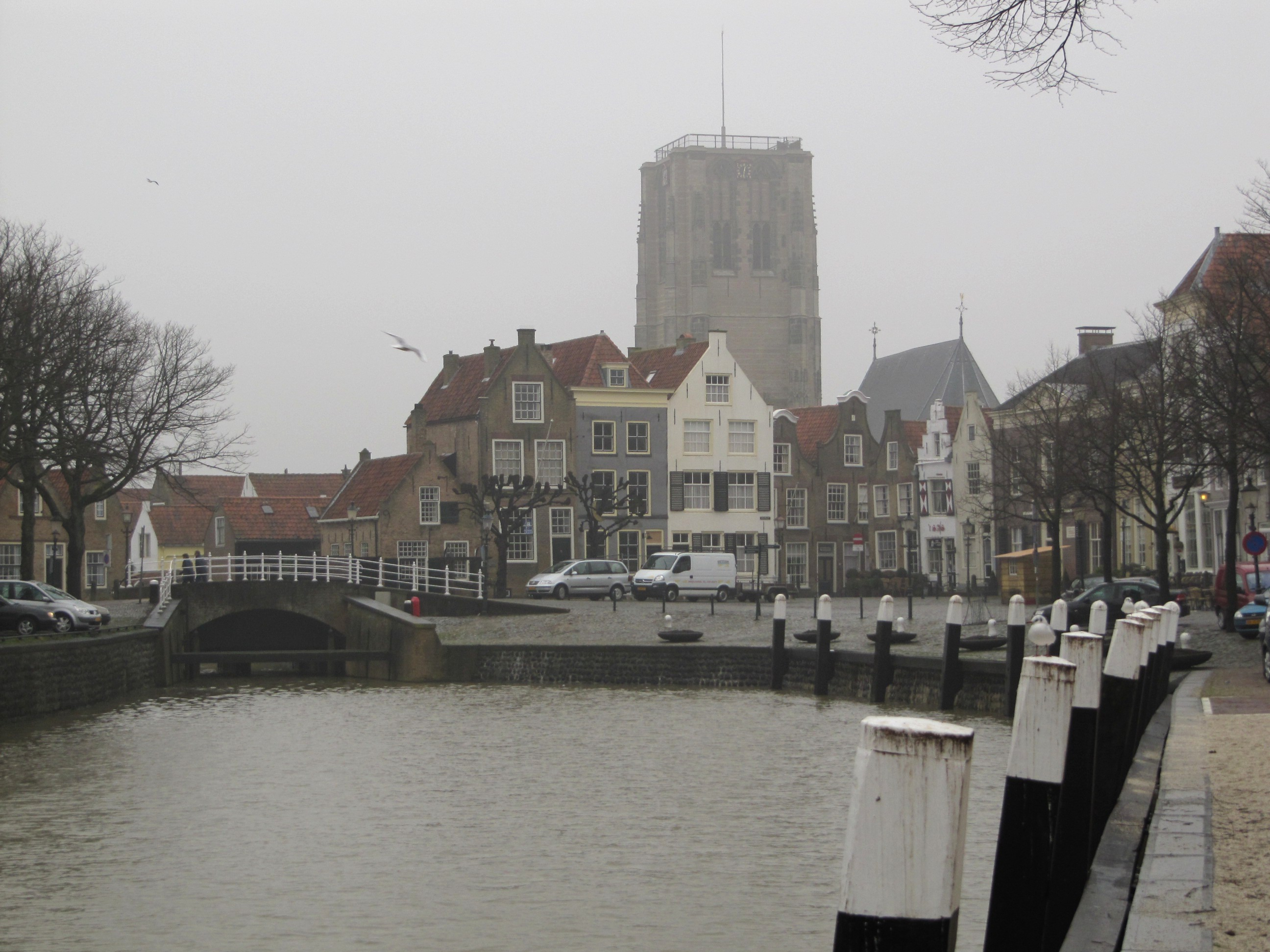
Noordzijde haven van Goedereede

## Trivia
- Goedereede was, volgens Handelingen 27:8, ook een plaats op Kreta. Hier wordt de Griekse plaats Καλοί Λιμένες (Kaloi Limenes) bedoeld. Dit betekent 'Goede Havens' en wordt inderdaad in Handelingen als 'Goede Rede' vertaald. ("...en daar met moeite voorbij komende, bereikten wij een plaats, Goede Rede geheten, waar de stad Lasea dicht bij lag." (NBG '51))
- De film Op hoop van zegen (1986) werd voor een groot deel in Goedereede opgenomen.

## Overleden in Goedereede
- Berend Jan (Bé) Udink (1926-2016), CHU politicus, minister.